# San Morales
San Morales – gmina w Hiszpanii, w prowincji Salamanka, w Kastylii i León, o powierzchni 4,92 km². W 2011 roku gmina liczyła 294 mieszkańców.